# Johannes Scotus (Bischof)
Johannes I. Scotus, auch John Scotus (* um 990; † 10. November 1066 in  Rethra) war der erste mecklenburgische Bischof irischer oder schottischer Herkunft.

## Leben
Johannes war vermutlich identisch mit jenem John, der zwischen 1055 und 1060–1066 Bischof von Glasgow gewesen sein soll. Er war aus Schottland nach Sachsen gekommen und erhielt als Schotte den Beinamen Scotus (→ Iroschottische Mission).
Dieser hielt wohl 1055 den Titel eines Bischofs von Orkney.
Da Erzbischof Adalbert von Bremen beabsichtigte, zur Erweiterung seiner Macht in seiner Erzdiözese zwölf Bistümer zu errichten, sammelten sich an seinem Hofe viele Geistliche und Priester, aber auch Bischöfe, die von ihren Sitzen vertrieben worden waren. Dorthin begab sich auch Johannes, der den Angaben Helmolds zufolge Schottland aus Pilgerlust verlassen hatte.
Adalbert teilte das Bistum Oldenburg zwischen 1055 und 1057 in die Bistümer Oldenburg, Ratzeburg und Mecklenburg auf und setzte Johannes gegen 1062 zum Bischof des neu gebildeten Bistums Mecklenburg ein. Johannes nahm seinen Amtssitz in der Mecklenburg, der Residenz des abodritischen Samtherrschers Gottschalk. Dieser, in Lüneburg christlich erzogen, hatte sich politisch eng an Adalbert angelehnt, um durch den Aufbau einer kirchlichen Organisation seine eigene Machtbasis gegenüber dem heidnischen Adel und der Priesterschaft zu vergrößern.
Doch das Missionswerk des greisen Bischofs war nicht nur aufgrund seines fortgeschrittenen Alters von eher mäßigem Erfolg. Zwar bescheinigt Helmold von Bosau dem Bischof, während dessen Aufenthaltes auf der Mecklenburg viele Tausend Heiden getauft zu haben. Doch an anderer Stelle bemängelt der Chronist, im gesamten Abodritenreich seien nicht einmal ein Drittel derjenigen Slawen dem Christentum zugewandt gewesen wie unter dem abodritischen Samtherrscher Mistiwoj. Das Hauptproblem der Slawenmission des Johannes war vielmehr die Sprachbarriere. Die Missionare predigten in Latein, welches keiner der Abodriten zu verstehen vermochte. Bezeichnend für das Ausmaß der Kalamität ist eine Anekdote Helmolds, wonach der Samtherrscher Gottschalk selbst den Besuchern eines Gottesdienstes aus dem Lateinischen in die polabische Sprache übersetzen musste.
Während eines Aufstandes der heidnischen Kräfte gegen Gottschalk und die von ihm betriebene Steuer- und Christianisierungspolitik, die insbesondere den Einfluss des Adels beschränkte, wurde Johannes 1066 auf der Mecklenburg gefangen genommen und anschließend durch die einzelnen Burgbezirke geführt, ehe er in das slawische Zentralheiligtum Rethra verbracht wurde. Hier wurden ihm Hände und Füße abgehackt und der Kopf abgetrennt. Dieser, auf einer Lanze aufgespießt, wurde  Radegast, dem Gott des Krieges, am 10. November 1066 geopfert.
Johannes hinterließ weder Urkunden noch Siegel. Er wird als Märtyrer eingestuft und im Martyrologium des Benediktinerordens genannt.